# 聖索菲亞 (博亞卡省)
聖索菲亞是哥倫比亞的城鎮，位於該國東北部，由博亞卡省負責管轄，距離首府通哈77公里，始建於1810年1月10日，面積98平方公里，海拔高度2,227米，2005年人口3,012。
5°45′N 73°35′W / 5.750°N 73.583°W